# سامانه دانشگاه تگزاس
سامانهٔ دانشگاه تگزاس (به انگلیسی: University of Texas System) یکی از بزرگ‌ترین سامانه‌های دانشگاهی آمریکا است و متشکل از ۱۵ دانشگاه و مرکز علوم پزشکی می‌باشد.
بودجهٔ این سامانهٔ دانشگاهی در سال ۲۰۰۶ بالغ بر ۱۱٫۴۹۸ میلیارد دلار بود.

## مشخصات
از ۱۵ موسسه عضو سامانهٔ دانشگاه تگزاس، تعداد ۴ دانشگاه دانشگاه‌های علوم پزشکی می‌باشند.
سامانهٔ دانشگاه تگزاس در ۱۵ پردیس خود در سال ۲۰۰۸ از ۱۹۵٬۰۰۰ دانشجوی تمام وقت ثبت نام به عمل آورد. از این تعداد طبق بخشنامه‌های ایالتی ۵۰٪ بومی ایالت تگزاس٬ ۲۵٪ آمریکایی‌های غیر بومی و ۲۵٪ باقی را دانشجویان خارجی تشکیل می‌دهند.
بودجه کل این سامانه در سال ۲۰۰۹ بالغ بر ۱۱٫۵ میلیارد دلار بود که نزدیک به ۲٫۱۷ میلیارد دلار آن صرف تحقیقات گشت.
مرکز این سامانه در شهر آستین بوده و در سال ۱۸۷۶ تأسیس گردید.

## اعضا
| نام موسسه                                    | بودجهٔ پژوهشی (۲۰۱۷) | تعداد دانشجو (۲۰۱۷) |
| -------------------------------------------- | ------------------- | ------------------- |
| دانشگاه تگزاس در آستین                       | $۶۱۵٬۲۰۰٬۰۰۰        | ۵۱٬۵۲۵              |
| مرکز سرطان ام دی اندرسون دانشگاه تگزاس       | $۸۳۹٬۴۰۰٬۰۰۰        | ۳۵۷                 |
| مرکز پزشکی دانشگاه تگزاس ساوت‌وسترن           | $۴۵۴٬۹۰۰٬۰۰۰        | ۲٬۲۳۵               |
| مرکز علوم درمانی دانشگاه تگزاس در هیوستون    | $۲۳۲٬۵۰۰٬۰۰۰        | ۵٬۲۴۲               |
| مرکز علوم درمانی دانشگاه تگزاس در سن آنتونیو | $۱۶۴٬۵۰۰٬۰۰۰        | ۳٬۲۷۰               |
| شاخه پزشکی دانشگاه تگزاس                     | $۱۴۹٬۸۰۰٬۰۰۰        | ۳٬۳۲                |
| دانشگاه تگزاس در دالاس                       | $۱۱۳٬۲۰۰٬۰۰۰        | ۲۷٬۶۴۲              |
| دانشگاه تگزاس در آرلینگتون                   | $۹۴٬۲۰۰٬۰۰۰         | ۴۱٬۷۱۲              |
| دانشگاه تگزاس در ال پاسو                     | $۸۹٬۳۰۰٬۰۰۰         | ۲۵٬۲۰               |
| دانشگاه تگزاس در سن آنتونیو                  | $۶۷٬۸۰۰٬۰۰۰         | ۳۰٬۶۷۴              |
| مرکز درمان دانشگاه تگزاس در تایلر            | $۱۶٬۳۰۰٬۰۰۰         | ۳۶                  |
| دانشگاه تگزاس در ریوگراند ولی                | $۲۸٬۶۰۰٬۰۰۰         | ۲۷٬۸۹               |
| دانشگاه تگزاس در تایلر                       | $۲٬۳۰۰٬۰۰۰          | ۹٬۹۳۴               |
| دانشگاه تگزاس در پرمین بیسین                 | $۱٬۲۰۰٬۰۰۰          | ۷٬۰۲۲               |
| مبلغ کل                                      | $۲٫۸۶۹ میلیارد      | ۲۳۵٬۷۸۰             |

## دستاوردها
از لحاظ سرمایه گذاری در تحقیقات علمی و فناوری، سامانهٔ دانشگاه تگزاس با ۲٫۵ میلیارد دلار سرمایه‌گذاری در کشور در رتبه نخست قرار دارد.
مجموعاً ۱۹ برنده جایزه نوبل علمی، یا دانش‌آموخته این سیستم بوده‌اند یا اعضای هیئت علمی این سامانهٔ دانشگاهی. برای جایزه پولیتزر این تعداد ۲۰ نفر است.
در حیطه نوآوری زیست‌فناوری، این سیستم دانشگاهی بیشترین تعداد اختراعات ثبت شده در جهان را در سال ۲۰۰۶ داشت.

## نگارخانه

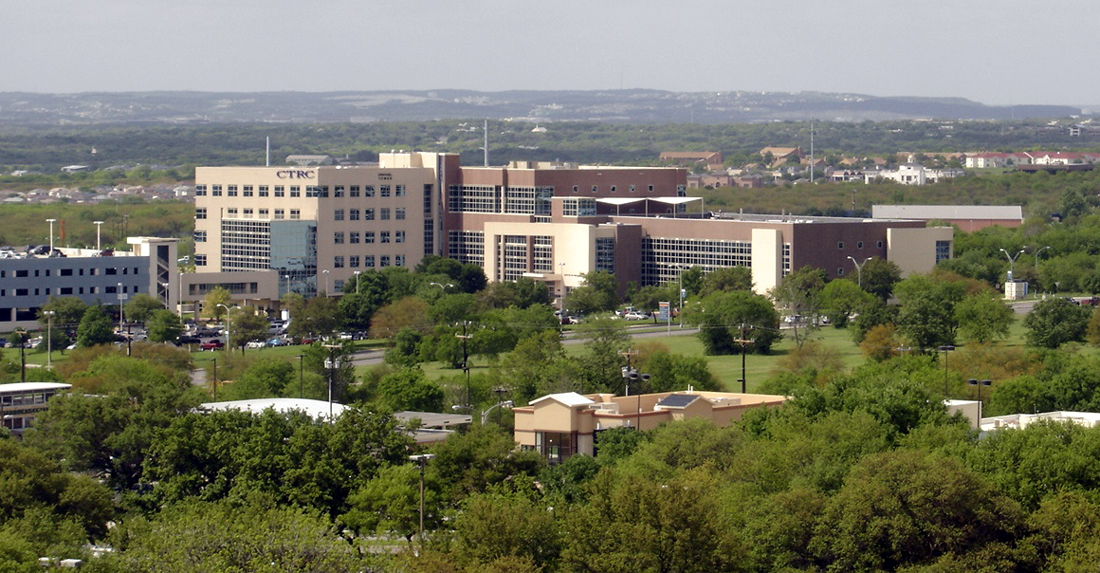
مرکز علوم درمانی دانشگاه تگزاس در سن آنتونیو
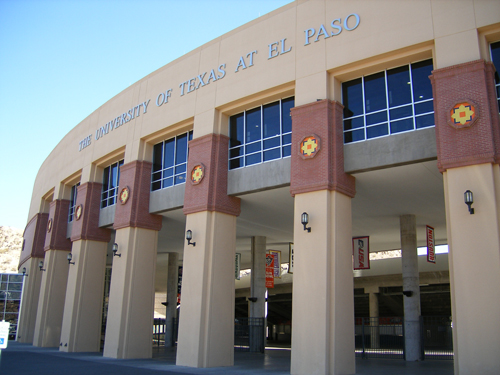
دانشگاه تگزاس در ال پاسو
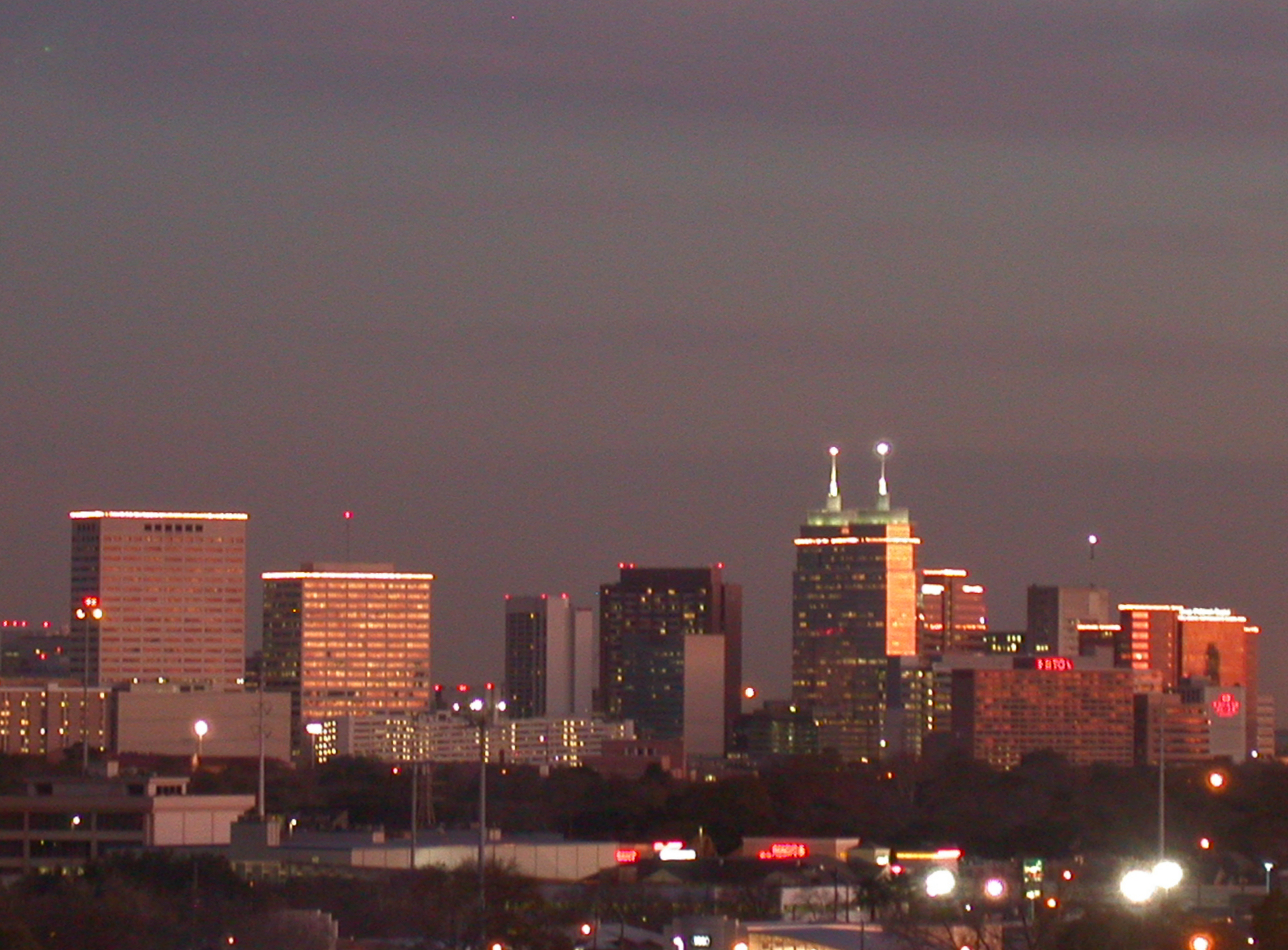
مرکز سرطان ام دی اندرسون دانشگاه تگزاس
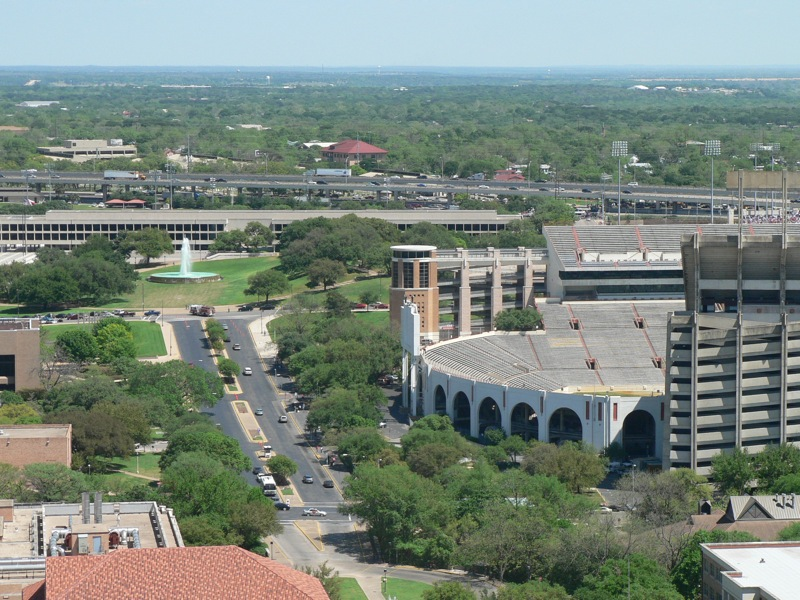
دانشگاه تگزاس در آستین

## پیوندهای رسمی
- وب‌گاه رسمی سامانه
- بروشور اطلاعات عمومی عملکرد سالیانه سامانه